# Mastophora bisaccata
Mastophora bisaccata là một loài nhện trong họ Araneidae.
Loài này thuộc chi Mastophora. Mastophora bisaccata được James Henry Emerton miêu tả năm 1884.